# Datsun
Datsun est un constructeur automobile japonais. Lancé en 1913 par Masujiro Hashimoto principalement, Datsun fut rachetée en 1933 par Nissan et abandonnée en 1983 pour des raisons d'unification commerciale. La marque était réputée pour ses modèles de moyenne gamme, mais aussi sportifs, tels que les 240Z, 260Z et 280Z. Ces dernières voitures pouvaient rivaliser avec leurs concurrentes Porsche et MG Motor pour la moitié de leur prix. 
La marque fut relancée le 15 juillet 2013 par Carlos Ghosn, reléguée cette fois au bas de gamme, avec pour objectif d'en faire un équivalent de Dacia pour la branche Nissan de l'alliance (Nissan représentant le généraliste et Infiniti le premium luxe).

Le 25 avril 2022, Nissan annonce qu'il cesse de produire des véhicules Datsun, les ventes se poursuivant jusqu'à l'écoulement des stocks.

## Histoire

### Origine

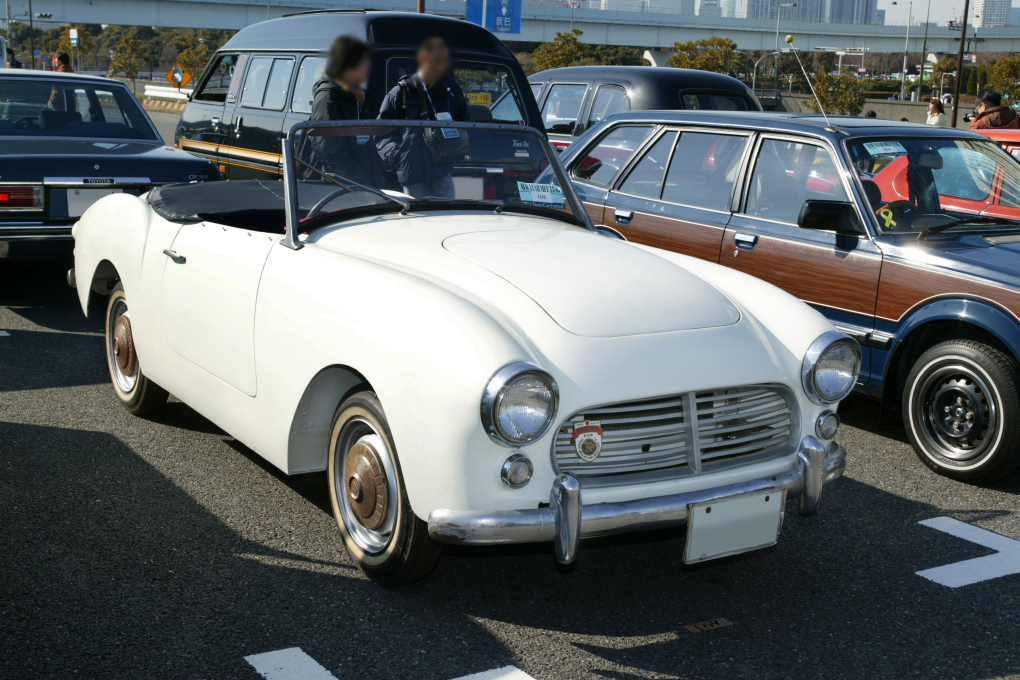
Une des 20 Datsun S211 (1959-1960)

En 1913, Masujiro Hashimoto, un Japonais ayant fait des études et travaillé aux États-Unis, fonde la compagnie automobile Kaishinsha à Tokyo avec trois investisseurs, Kenjiro Den, Rokuro Aoyama et Meitaro Takeuchi, dont les initiales seront à l'origine de la marque DAT,. La première DAT produite est présentée à l'exposition Taisho de Tokyo au printemps 1914. DAT utilisera plus tard le slogan « Durable, Attractive and Trustworthy » (« Résistante, attrayante et digne de confiance ») également basé sur les trois lettres. En 1931, une petite voiture, la DATson (« le fils de DAT » en anglais), est lancée. Un an plus tard, le nom devient « Datsun », en remplaçant « son » par « sun » (le « soleil », symbole du Japon),,.
Rachetée en 1933 par Nissan (alors sous le nom de Jidosha Seizo Co.), la marque n'a disparu qu'en 1983.
Le modèle le plus emblématique de Datsun est le coupé sportif 240Z bénéficiant d'un six cylindres en ligne de 2,4 litres et de 150 chevaux. Lui succèderont les versions 260Z, puis 280Z.

### Renaissance de Datsun
En février 2013, Nissan dévoile une première image donnant un aperçu de la calandre-type de la marque Datsun ressuscitée.
Le 15 juillet 2013, soit un siècle après le premier modèle DAT, Nissan relance la marque Datsun en Inde avec la Datsun GO. Le premier modèle de la marque low cost est une berline cinq-portes sur base de Lada, de 3,78 mètres de long et 1,63 mètre de large, motorisée par un bloc essence d'1,2 litre. Elle sera ensuite diffusée en Indonésie, Russie et Afrique du Sud (2014). Datsun sera la marque à bas coût de Nissan comme Dacia l'est pour Renault, les quatre marques faisant partie avec Lada de l'alliance Renault-Nissan. Les modèles Lada, Dacia et Datsun auront des plateformes communes.
En septembre, un petit monospace offrant sept places, dérivé familial de la GO nommé GO+, est ajouté à la gamme. Doté de la même plateforme que la GO (elle-même reprise de la Nissan Micra), du moteur 1,2 litre et d'une boîte à cinq rapports, elle sera vendue en Inde et ensuite dans le reste de l'Asie du Sud.
Le 8 avril 2014, Carlos Ghosn présente la Datsun On-Do, une berline à moins de 8 000 euros destinée au marché russe à partir de juillet. Elle est produite dans l'usine d'Avtovaz à Togliatti en Russie, sur les mêmes lignes d'assemblage que les Dacia, elles-mêmes badgées Renault pour le marché russe.
En août 2014, Datsun présente un nouveau modèle en Russie, plus petit que la On-Do et destiné à une population plus jeune.

## Ancienne gamme
- Datsun Cherry - Citadine
- Datsun 100 - Coupé
- Datsun 120 - Moyenne berline
- Datsun 160 - Berline sportive
- Datsun 220 - Grande berline
- Datsun 240Z, 260Z et 280Z - Coupé sportif
- Datsun Cedric - Grande berline
- Datsun Laurel - Grande berline
- Datsun Violet - Berline sportive

## Gamme récente

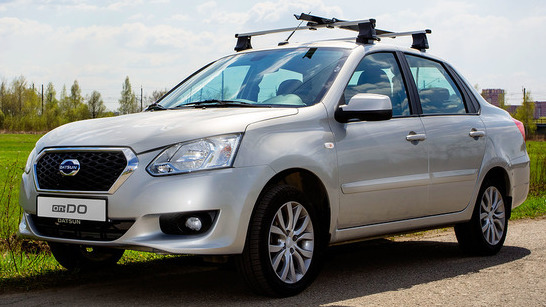
Datsun on-DO.

- Datsun Go (2013-2022), citadine, dérivée de la Nissan Micra
- Datsun Go+ / Datsun Cross (2013-2022), monospace, dérivée de la Nissan Micra
- Datsun On-Do (2014-2022), berline compacte (à coffre) (Lada Granta)
- Datsun mi-Do (2015-2022), berline compacte (Lada Kalina II)
- Datsun redi-Go (2016-2022), citadine, basée de la Renault Kwid